# Live at the Brixton Academy (album Briana Maya)
Live at the Brixton Academy – wydany w 1994 roku solowy album koncertowy gitarzysty zespołu Queen, Briana Maya, zawierający zapis koncertu artysty w Brixton Academy w Londynie 15 czerwca 1993 roku w ramach trasy Back to the Light Tour.

## Lista utworów
1. "Back to the Light"
2. " Driven By You"
3. "Tie Your Mother Down"
4. "Love Token"
5. "Headlong"
6. "Love Of My Life"
7. "'39"/"Let Your Heart Rule Your Head"
8. "Too Much Love Will Kill You"
9. "Since You've Been Gone"
10. "Now I'm Here"
11. "Guitar Extravagance"
12. "Ressurection"
13. "Last Horizon"
14. "We Will Rock You"
15. "Hammer To Fall"